# Jordgubbshallon
Jordgubbshallon (Rubus illecebrosus) är en rosväxtart som beskrevs av Wilhelm Olbers Focke. Enligt Catalogue of Life ingår Jordgubbshallon i släktet rubusar och familjen rosväxter, men enligt Dyntaxa är tillhörigheten istället släktet rubusar och familjen rosväxter.  

## Utbredning
Arten har ej påträffats vild i Sverige. Arten går att köpa för trädgårdsodling, men då arten sprider sig kraftigt finns risk att den sprider sig i naturen. 

## Användning
Smaken på frukten liknar mullbärets och den lämpar sig till sylt.

## Underarter
Arten delas in i följande underarter:
- R. i. tokinibara
- R. i. yakusimensis
- R. i. yakusimensis

## Bildgalleri

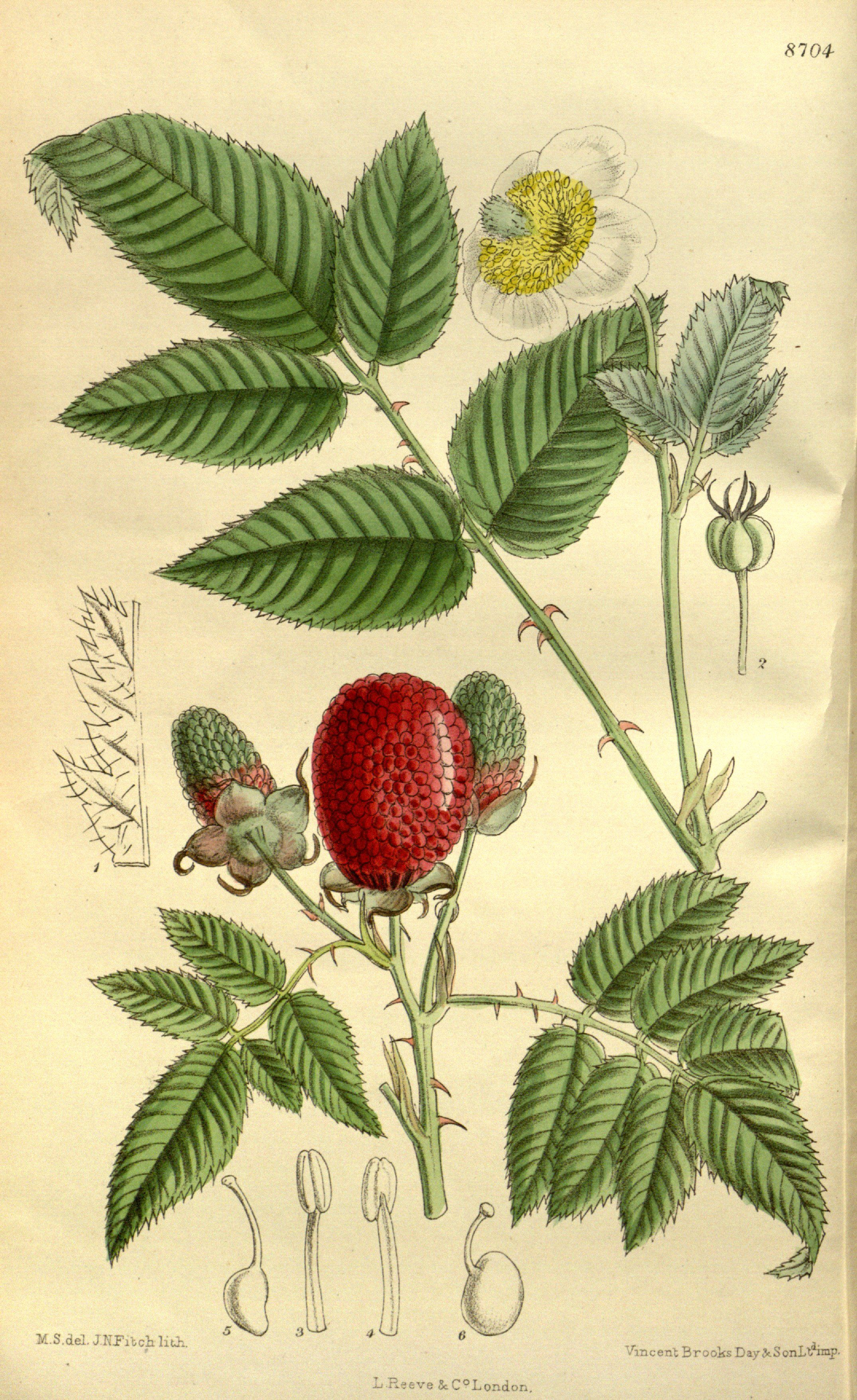
Detaljerad illustration
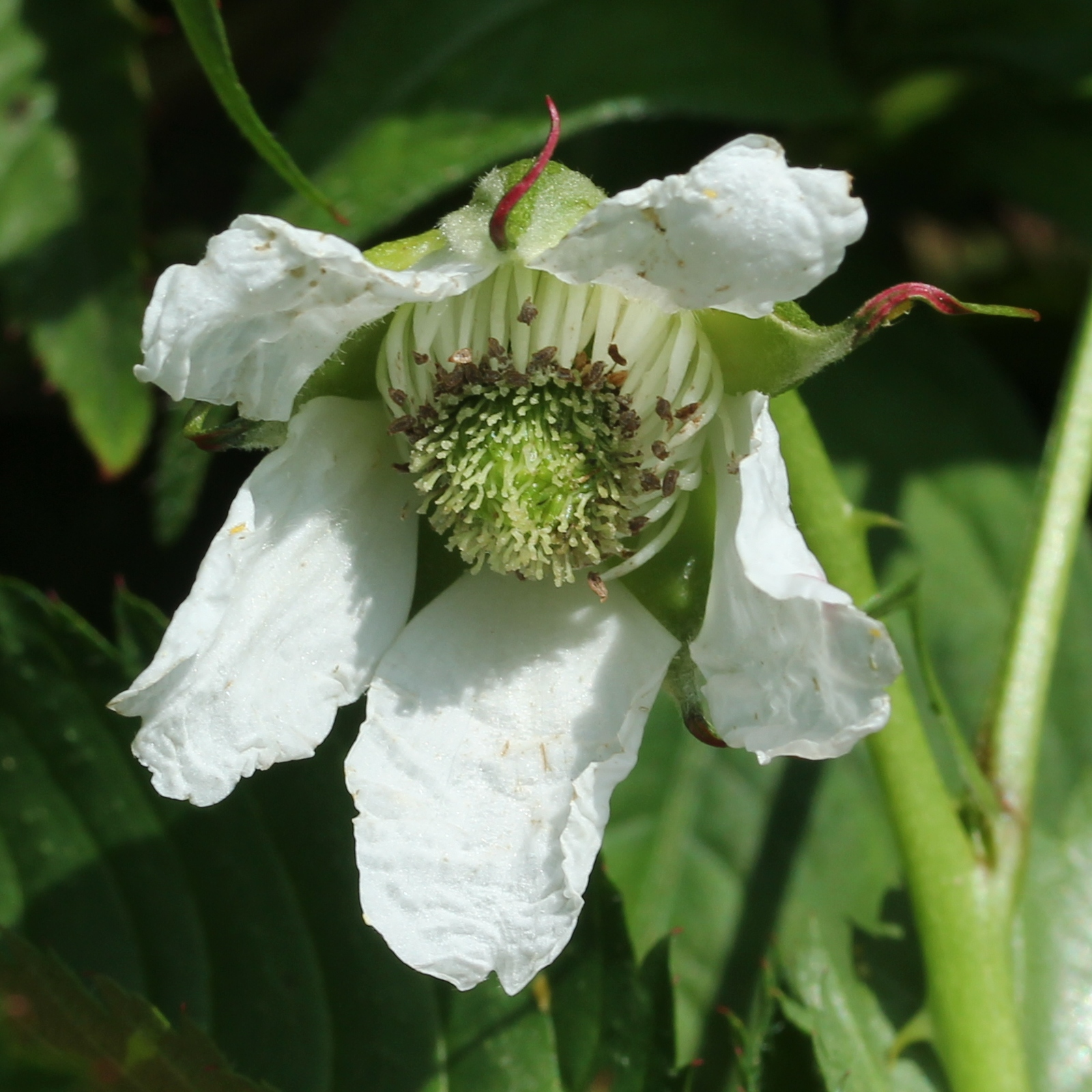
Blomma
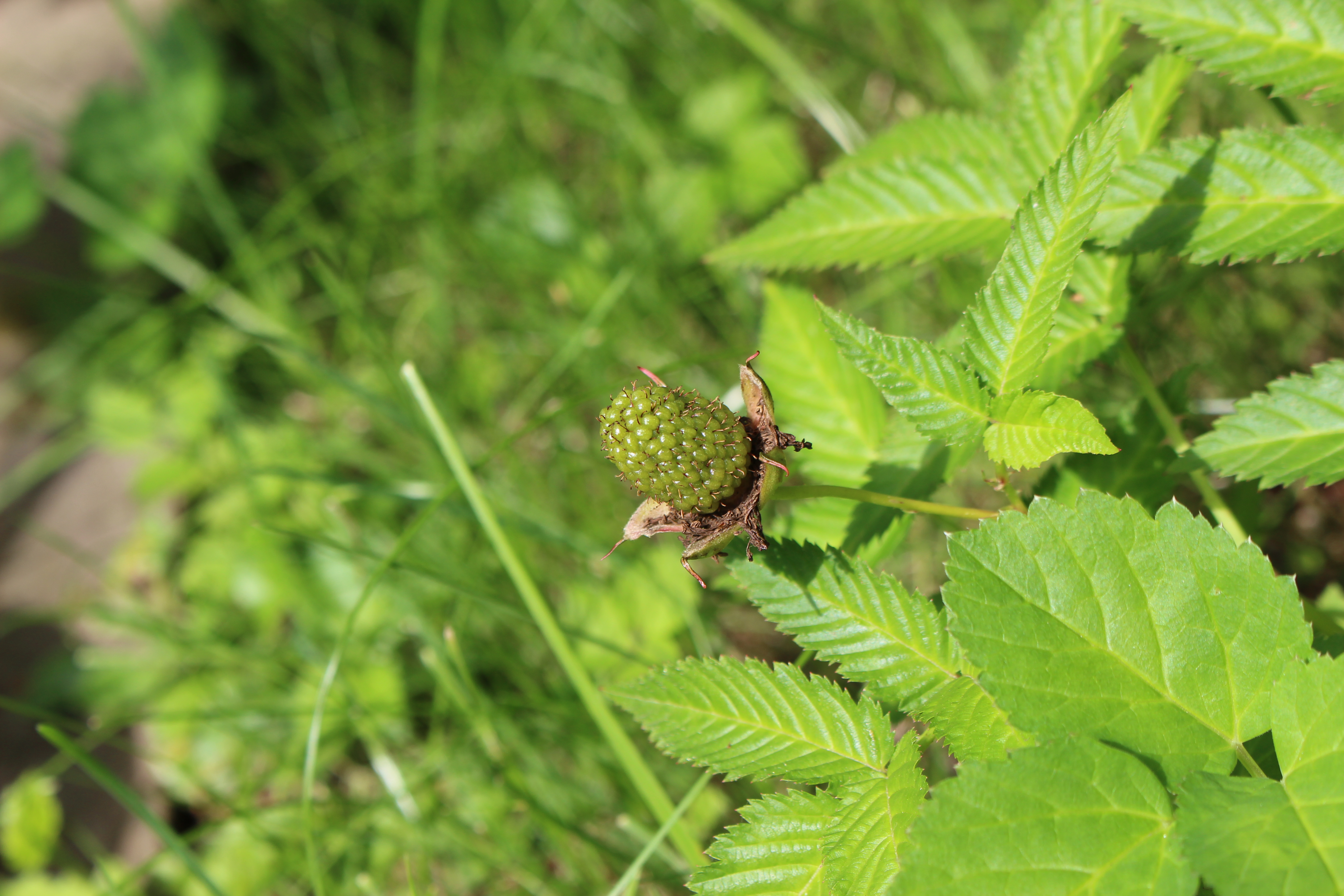
Omogen frukt
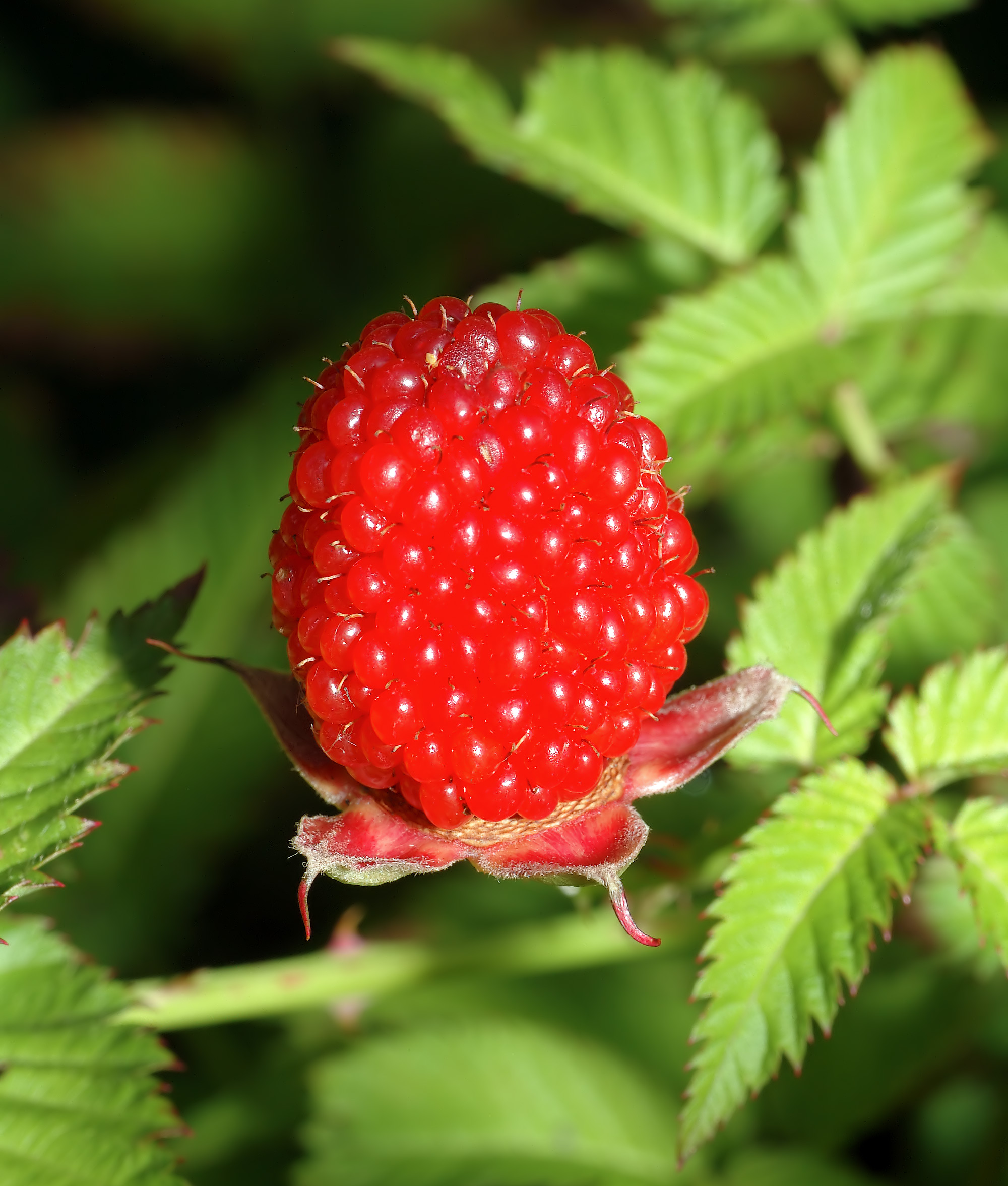
Mogen frukt